# 안톤 옐친
안톤 빅토로비치 옐친(러시아어: Анто́н Ви́кторович Ельчи́н, 영어: Anton Viktorovich Yelchin, 1989년 3월 11일 ~ 2016년 6월 19일)은 미국의 배우이다.

## 죽음
2016년 6월 19일 새벽 1시, 옐친은 캘리포니아 스튜디오 시티의 자택 외부 경사로에 주차해 놓은 지프 그랜드 체로키의 기어가 풀리며 후진해 내려오는 것을 피하지 못해 정문 기둥과 자신의 차량 사이에 끼어 사망한 채로 발견되었다. 최초 발견자는 리허설을 위한 약속 장소에 끝내 나타나지 않은 그를 찾아온 친구들이었다. 향년 27세.

## 출연 작품

### 영화
| 연도 | 제목                                  | 역할                        | 비고                |
| ---- | ------------------------------------- | --------------------------- | ------------------- |
| 2000 | 어 맨 이즈 모스틀리 워터              | 오지                        |                     |
| 2001 | 딜리버링 마일로                       | 마일로                      |                     |
| 2001 | 15분                                  | 보이 인 버닝 빌딩           |                     |
| 2001 | 스파이더 게임                         | 디미트리 스타로두보프       |                     |
| 2001 | 하트 인 아틀란티스                    | 바비 가필드                 |                     |
| 2002 | 루프탑 키세스                         | 찰리                        |                     |
| 2004 | 하우스 오브 디                        | 토미 워쇼우                 |                     |
| 2005 | 피어스 피플                           | 핀 얼                       |                     |
| 2006 | 알파독                                | 잭 마주르스키               |                     |
| 2007 | 찰리 바틀렛                           | 찰리 바틀렛                 |                     |
| 2008 | 뉴욕, 아이 러브 유                    | 보이 인 더 파크             | 부분: "브렛 래트너" |
| 2008 | 미들 오브 노웨어                      | 도리안 슈피츠               |                     |
| 2009 | 스타 트렉: 더 비기닝                  | 파벨 체코프                 |                     |
| 2009 | 터미네이터: 미래전쟁의 시작           | 카일 리스                   |                     |
| 2010 | 누군가 내게 키스했다                  | 에이스 주커만               |                     |
| 2011 | 라이크 크레이지                       | 제이콥 헬름                 |                     |
| 2011 | 유 앤 아이                            | 에드바르 니키틴             |                     |
| 2011 | 비버                                  | 포터 블랙                   |                     |
| 2011 | 개구쟁이 스머프                       | 주책이 (목소리)             |                     |
| 2011 | 프라이트 나이트                       | 찰리 브루스터               |                     |
| 2011 | 스머프의 크리스마스 캐롤              | 주책이 (목소리)             | 단편 영화           |
| 2012 | 허당 해적단                           | 해적 알비노 (목소리)        | 미국판 더빙         |
| 2013 | 무비 43                               | 네크로필리악 워커 앳 모르그 | 삭제장면            |
| 2013 | 코쿠리코 언덕에서                     | 카자마 슌 (목소리)          | 영어 더빙           |
| 2013 | 오드 토머스                           | 오드 토머스                 |                     |
| 2013 | 스타 트렉 다크니스                    | 파벨 체코프                 |                     |
| 2013 | 오직 사랑하는 이들만이 살아남는다     | 이안                        |                     |
| 2013 | 개구쟁이 스머프: 스머프 할로우의 전설 | 주책이 (목소리)             | 단편 영화           |
| 2013 | 개구쟁이 스머프 2                     | 주책이 (목소리)             |                     |
| 2014 | 러덜리스                              | 쿠엔틴                      |                     |
| 2014 | 5 to 7                                | 브라이언 블룸               |                     |
| 2014 | 더 어프렌티스                         | 웨인                        | 단편 영화           |
| 2014 | 범죄의 제국                           | 클로튼                      |                     |
| 2014 | 엑스                                  | 맥스                        |                     |
| 2014 | 다잉 오브 라이트                      | 밀턴 슐츠                   |                     |
| 2015 | 밀그램 프로젝트                       | 렌살리어                    |                     |
| 2015 | 라이즈                                | 바질                        |                     |
| 2015 | 더 드리프리스 에어리어                | 피에르                      |                     |
| 2015 | 길들여진 말                           | 제이콥 헤컴                 |                     |
| 2015 | 그린 룸                               | 팻                          |                     |
| 2015 | 유니티                                | 내레이션                    | 다큐멘터리          |
| 2016 | 라이즈                                | 바질                        | 단편 영화           |
| 2016 | 스타 트렉 비욘드                      | 파벨 체코프                 | 사후 개봉           |
| 2016 | 포르토                                | 제이크 클리먼               | 사후 개봉           |
| 2017 | 리메모리: 기억추출                    | 토드                        | 사후 개봉           |
| 2017 | 위 돈 빌롱 히어                       | 맥스웰 그린                 | 사후 개봉           |
| 2018 | 서러브레드                            | 팀                          | 사후 개봉           |

### 텔레비전
| 연도      | 제목                       | 역할             | 비고                                                   |
| --------- | -------------------------- | ---------------- | ------------------------------------------------------ |
| 2000      | ER                         | 로비 에델스테인  | 1개 에피소드: "Be Still My Heart"                      |
| 2000      | 제페토                     | 주연             | 텔레비전 영화                                          |
| 2002      | 저징 에이미                | 데이비스 비숍    | 1개 에피소드: "The Justice League of America"          |
| 2002      | 테이큰                     | 아역 제이콥 클락 | 2개 에피소드                                           |
| 2002      | 더 프랙티스                | 저스틴 랭어      | 2개 에피소드                                           |
| 2003      | 위드아웃 어 트레이스       | 조니 앳킨스      | 1개 에피소드: "The Bus"                                |
| 2004      | 커브 유어 엔수지애즘       | 스튜어트         | 1개 에피소드: "The Blind Date"                         |
| 2004      | 뉴욕경찰 24시              | 에번 그래버      | 1개 에피소드: "Take My Wife, Please"                   |
| 2004      | 잭                         | 잭               | 텔레비전 영화                                          |
| 2004–2006 | 허프                       | 버드 허프슈톳트  | 25개 에피소드                                          |
| 2006      | 뉴욕 특수수사대            | 키이스 타일러    | 1개 에피소드: "Tru Love"                               |
| 2006      | 크리미널 마인드            | 나단 해리스      | 1개 에피소드: "Sex, Birth, Death"                      |
| 2011      | 더 라이프 & 타임즈 오브 팀 | 트렌트 (목소리)  | 1개 에피소드: "The Caddy's Shack/The Sausage Salesman" |
| 2015–2016 | 슈퍼맨션                   | 더들리 (목소리)  | 2개 에피소드                                           |
| 2016-2017 | 트롤헌터                   | 짐 (목소리)      | 39개 에피소드: 사후 방영                               |

### 비디오 게임
| 연도 | 제목              | 역할                 |
| ---- | ----------------- | -------------------- |
| 2013 | 스타 트렉         | 파벨 체코프 (목소리) |
| 2013 | 개구쟁이 스머프 2 | 주책이 (목소리)      |

## 수상 및 후보 목록
| 연도 | 상                           | 부문                                             | 출연 작품            | 매체     | 결과 |
| ---- | ---------------------------- | ------------------------------------------------ | -------------------- | -------- | ---- |
| 2002 | 포닉스 영화 비평가 협회상    | 최우수 아역 연기상                               | 하트 인 아틀란티스   | 영화     | 후보 |
| 2002 | 영 아티스트 어워드           | 최고 장편 영화 - 주연 아역상                     | 하트 인 아틀란티스   | 영화     | 수상 |
| 2003 | 영 아티스트 어워드           | 최고 TV영화, 미니시리즈, 특별 부문 - 조연 아역상 | 테이큰               | 텔레비전 | 후보 |
| 2005 | 영 아티스트 어워드           | 최고 TV영화, 미니시리즈, 특별 부문 - 주연 아역상 | 잭                   | 텔레비전 | 후보 |
| 2009 | 보스턴 영화 비평가 협회      | 최우수 앙상블 캐스트                             | 스타 트렉: 더 비기닝 | 영화     | 수상 |
| 2009 | 워싱턴 D.C. 영화 비평가 협회 | 최우수 앙상블                                    | 스타 트렉: 더 비기닝 | 영화     | 후보 |
| 2010 | 크리틱스 초이스 영화상       | 최우수 앙상블 연기상                             | 스타 트렉: 더 비기닝 | 영화     | 후보 |